# Sossusvlei
Il nome Sossusvlei (o Sossus Vlei), in senso proprio, si riferisce a una pozza d'acqua effimera circondata da alte dune, situata nel deserto del Namib meridionale, in Namibia. Il nome viene usato normalmente in senso esteso per indicare tutta l'area circostante, che rappresenta la più celebre località del Parco nazionale di Namib-Naukluft ed è la principale meta turistica della Namibia.

## Geografia

Panorama di Sossusvlei

L'area di Sossusvlei è la parte più accessibile di una vasta area sabbiosa del Namib meridionale con caratteristiche simili, che si estende fra i fiumi Koichab e Kuiseb su un'estensione complessiva di 32.000 km². 
Il paesaggio della zona di Sossusvlei è caratterizzato da dune di sabbia dai colori intensi, compresi fra il rosa e l'arancione. Tale colorazione è dovuta alla composizione ferrosa della sabbia e alla sua ossidazione; le dune più antiche sono quelle dal colore rosso più intenso. Diverse dune dell'area di Sossusvlei superano i 200 m di altezza rispetto al suolo circostante, e si classificano fra le più alte del mondo (la più alta è la "Big Daddy", circa 380 m). 
Le dune più grandi e più stabili sono parzialmente coperte da vegetazione arbustiva o erbosa. Il territorio è attraversato da diversi corsi d'acqua effimeri, che in alcuni punti formano pozze d'acqua anch'esse effimere; tali pozze prendono il nome generale afrikaans di vlei ("pantano", "acquitrino"). Il fondo di queste pozze, asciutto per gran parte dell'anno (e talvolta per interi anni) assume a causa della composizione salina un caratteristico colore bianco.

## Fauna

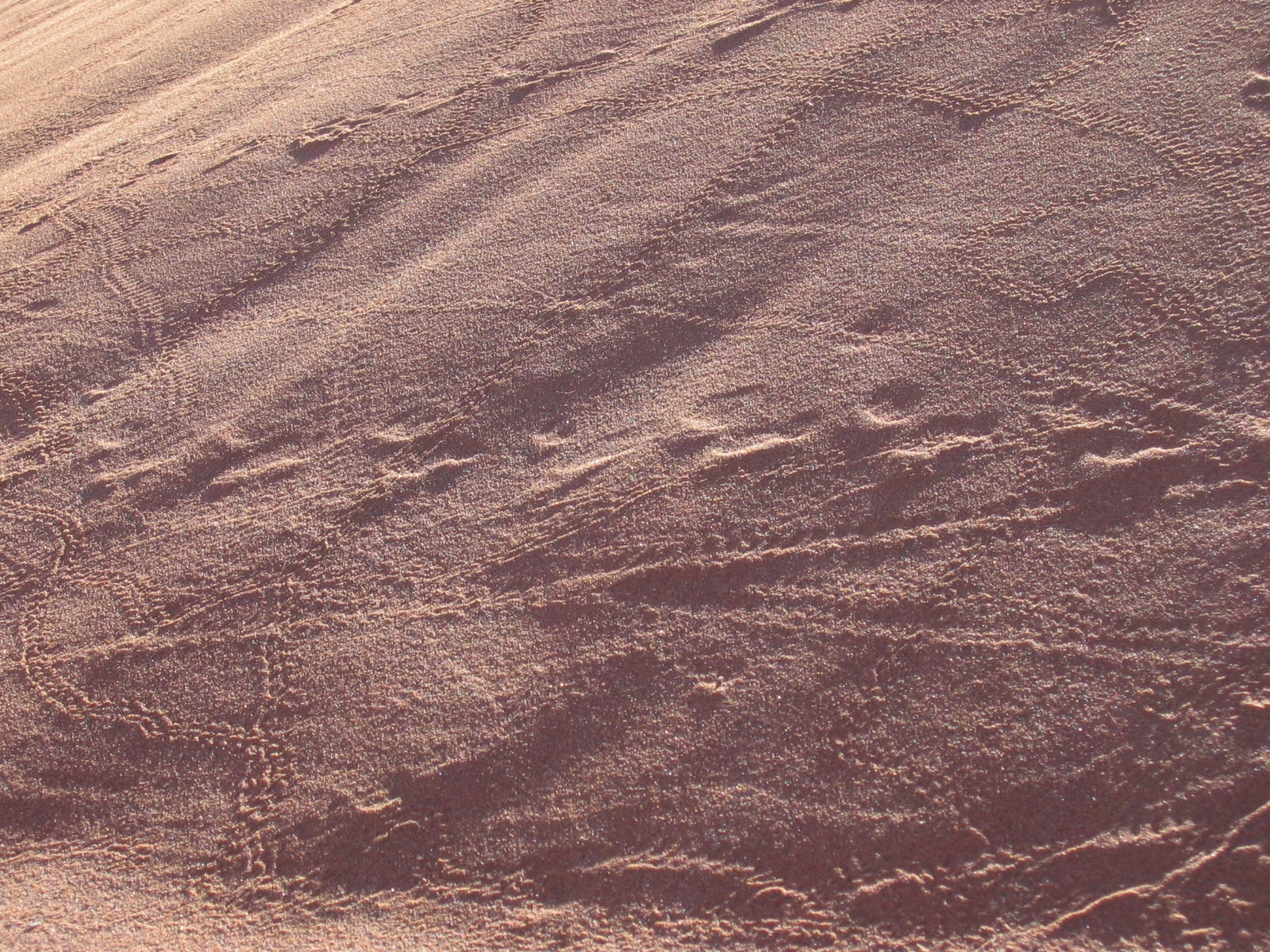
Tracce di insetti e altri piccoli animali sulla sabbia

La fauna di quest'area del Namib comprende numerosi artropodi, rettili, mammiferi di piccola taglia (per esempio roditori) ma anche alcune antilopi (soprattutto orici e springbok), struzzi e, nei rari periodi di alluvione, numerose altre specie di uccelli. Come nel resto del Namib, la fauna è in gran parte endemica, e costituita da specie che hanno sviluppato particolari forme di adattamento al clima arido. In particolare, molti di essi sono in grado di ricavare il proprio fabbisogno di acqua dal vapore acqueo portato dalle nebbie oceaniche (un esempio fra tutti sono i tenebrionidi come l'Onymacris unguicularis, che mantengono il corpo inclinato in avanti in modo che la condensa che si forma sull'addome scivoli alla bocca).

## Luoghi di interesse

### Sesriem
A Sossusvlei si accede attraverso Sesriem, un piccolo centro dove si trovano gli uffici che rilasciano i biglietti d'ingresso al Parco nazionale di Namib-Naukluft. In effetti, quello di Sesriem è uno dei pochi cancelli del parco, che per la grande parte del territorio è direttamente accessibile (o addirittura attraversato) dalle strade statali. A Sesriem si trova un distributore e un piccolo emporio che vende generi di prima necessità.
La strada che conduce a Sesriem è sterrata; passati i cancelli, invece, si procede su strada asfaltata per 60 km, fino alla zona di Sossusvlei.

### Duna di Elim
La Duna di Elim si trova a 5 km da Sesriem; vi si arriva da una deviazione che parte dalla strada principale che congiunge Sesriem a Sossusvlei. "Elim" era il nome di una fattoria che si trovava un tempo in questa zona, prima che il terreno venisse annesso al parco nazionale.

### Duna 45

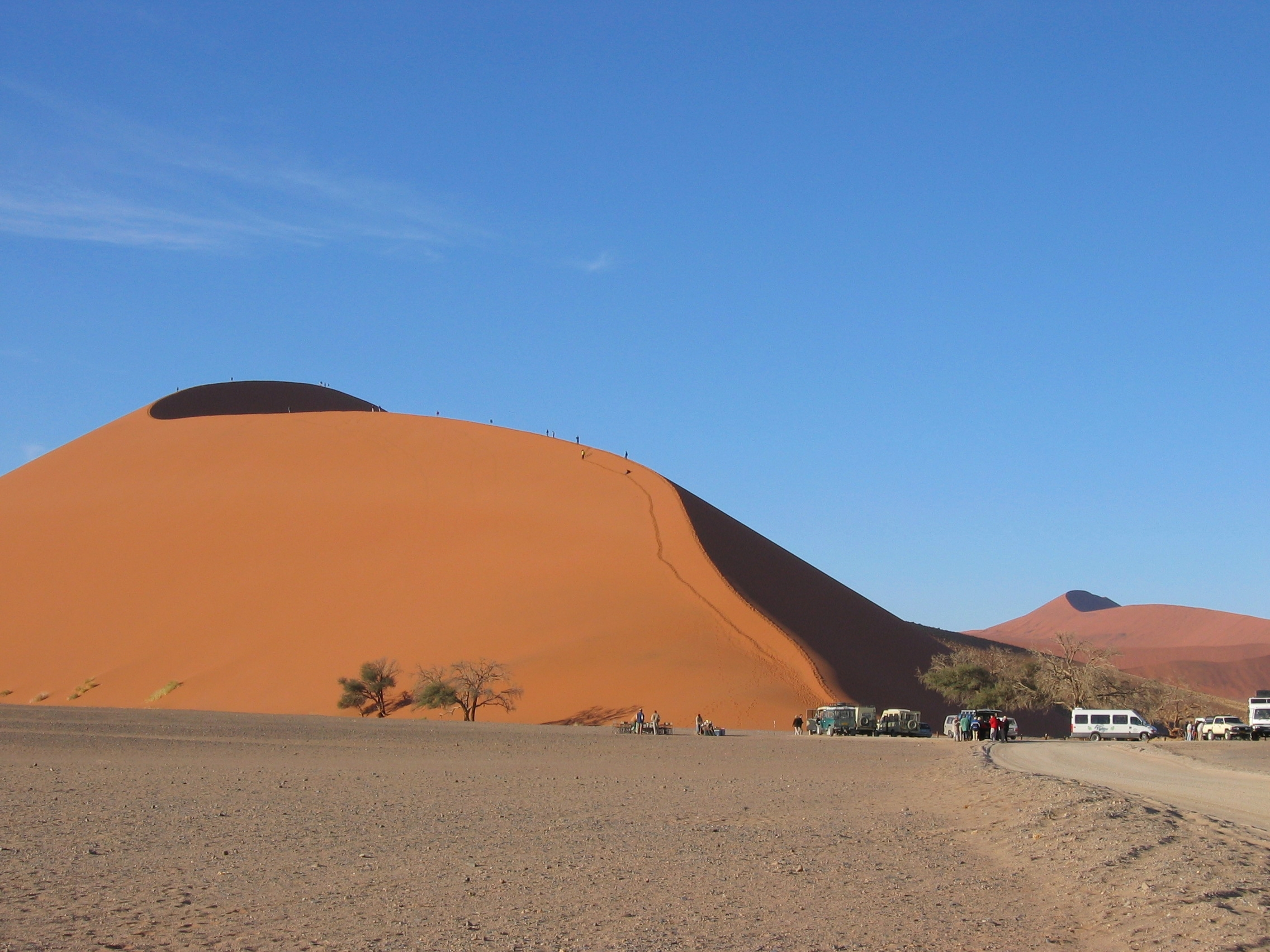
Duna 45

La Duna 45 è stata chiamata così perché si trova al 45º km della strada che conduce da Sesriem a Sossusvlei. Informalmente, la 45 viene definita "la duna più fotografata del mondo"; si tratta infatti di una duna dalla forma particolarmente semplice ed elegante, e situata presso la strada principale per Sossusvlei, e quindi costituisce una tappa obbligata degli itinerari turistici nella zona. La duna è alta 105 m (rispetto all'altopiano circostante), e dato il profilo relativamente poco ripido può essere scalata.

### Big Daddy
Big Daddy è la più alta duna dell'area di Sossusvlei e del mondo; è alta circa 390 m (l'altezza esatta, trattandosi di una duna di sabbia, è variabile). La Big Daddy si trova all'estremità del percorso che conduce da Sossusvlei a Deadvlei; si trova di fronte a un'altra duna imponente, denominata Big Mama. Nell'area di Sossusvlei si trovano diverse altre dune di altezza superiore ai 300 m; la Duna 9, per esempio, è alta circa 350 m.

### Sossusvlei

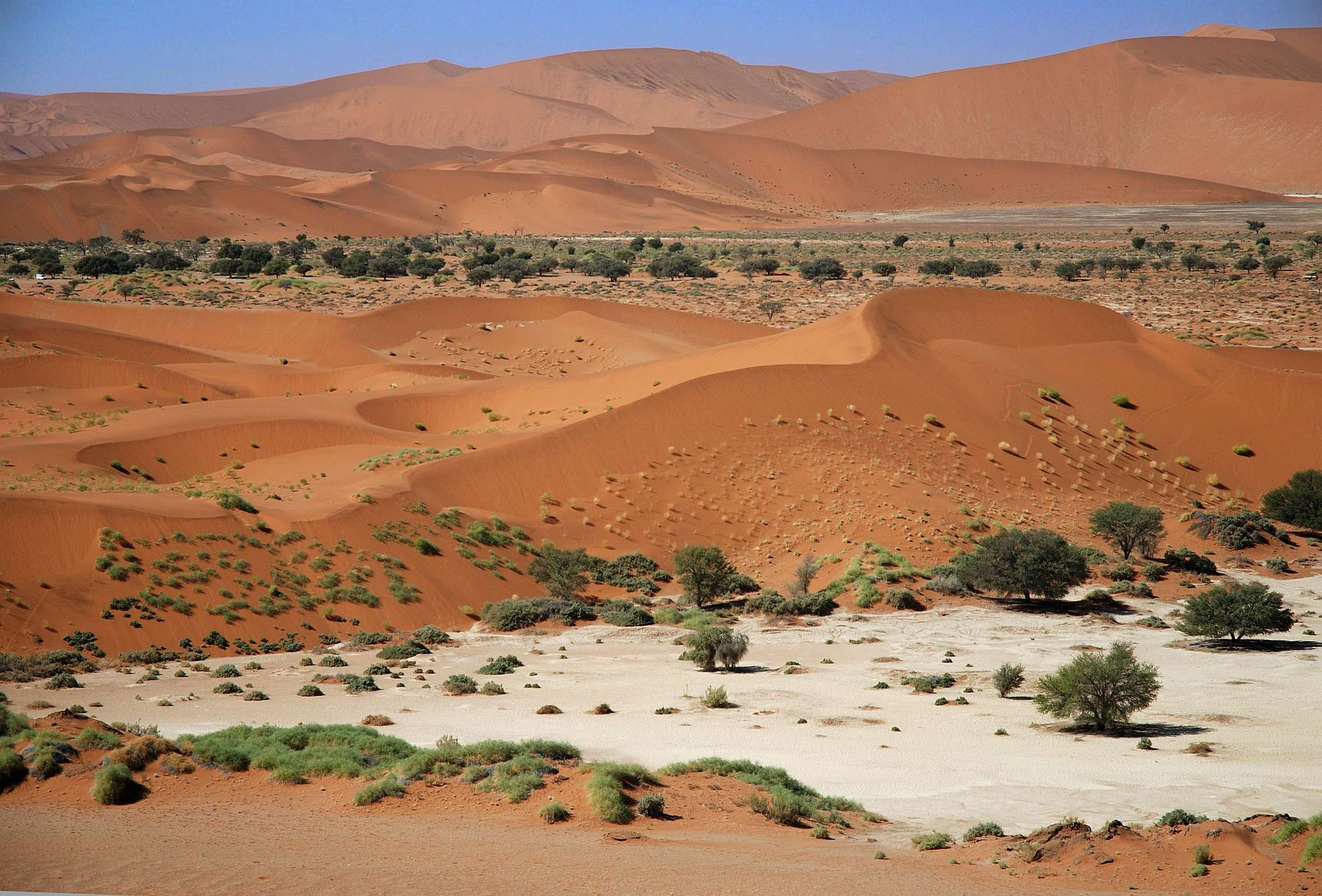
Sossusvlei, vista dalle dune

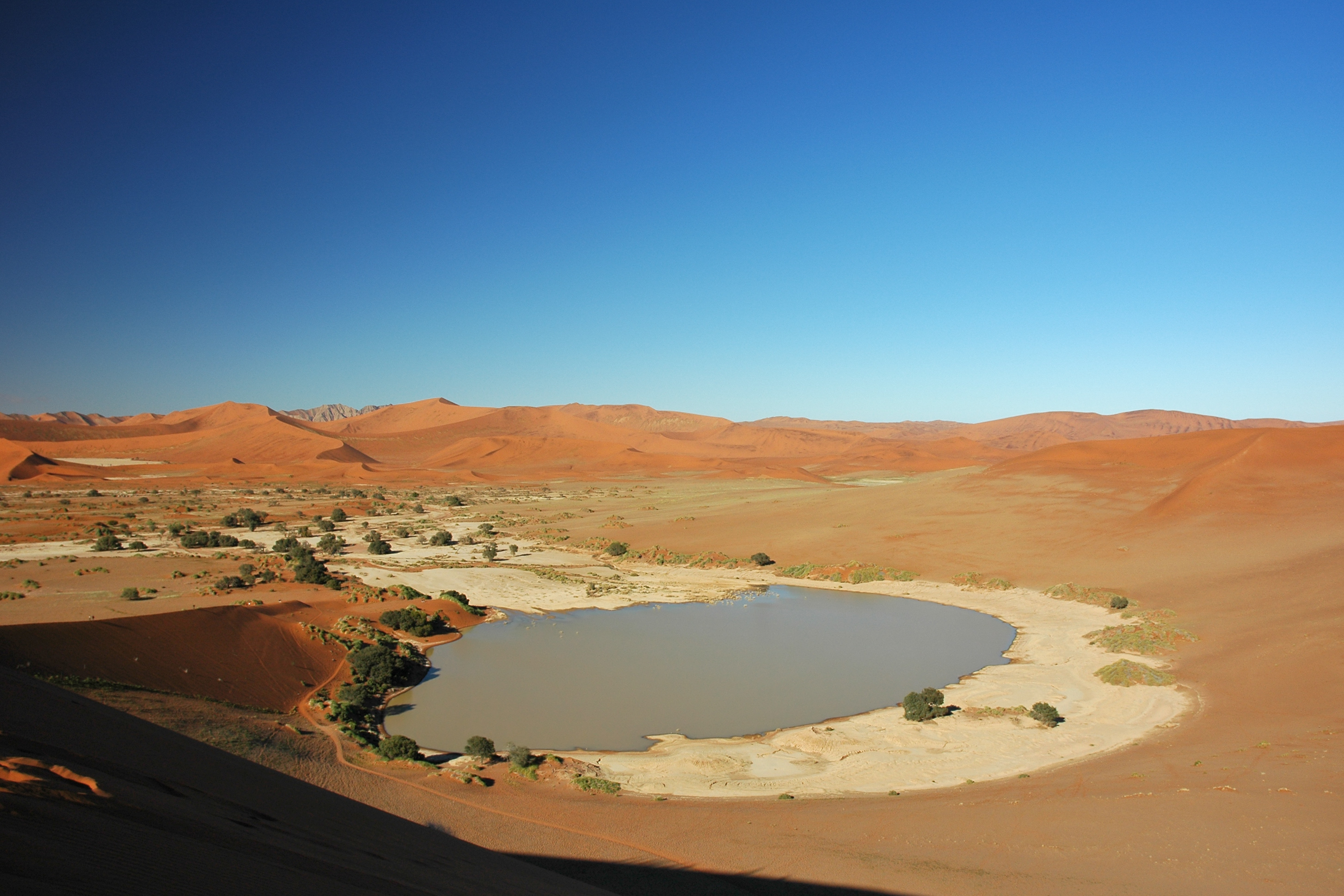
Una visione insolita: Sossusvlei alluvionato

Il luogo da cui l'intera area di Sossusvlei prende il nome si trova circa 60 km all'interno dopo i cancelli di Sesriem. 6 km prima di Sossusvlei la strada asfaltata termina nel "2x4 Parking"; è il limite oltre il quale le automobili a trazione non integrale (2x4) non possono procedere, perché il fondo stradale lascia il posto alla sabbia. Sossusvlei dista dal parcheggio altri 6 km; negli orari di apertura del parco è attivo un servizio di navette.
Sossusvlei è un pianoro di forma grosso modo ellittica, coperto da una crosta di sabbia salina indurita e screpolata. Il pianoro è il fondo di un lago quasi sempre asciutto, ed è stato modellato attraverso i millenni dalle acque del fiume Tsauchab. Lo Tsauchab, secco per la gran parte dell'anno, si riempie d'acqua solo in occasione di piogge particolarmente intense; in queste occasioni, può accadere che la piana di Sossusvlei venga alluvionata. (Il fenomeno non ha luogo tutti gli anni. Una delle ultime alluvioni di Sossusvlei avvenne nel 1997.) Il nome del luogo descrive questo fenomeno periodico: vlei è il termine afrikaans che indica il pantano, mentre sossus, in lingua nama, significa "senza ritorno" o "fiume cieco", con riferimento al fatto che qui le acque dello Tsauchab si perdono nel Namib.
Intorno al vlei si innalzano in ogni direzione alte dune arancioni, che ospitano una vegetazione di cespugli, erba, e qualche albero (di Acacia erioloba e altre specie).

### Deadvlei

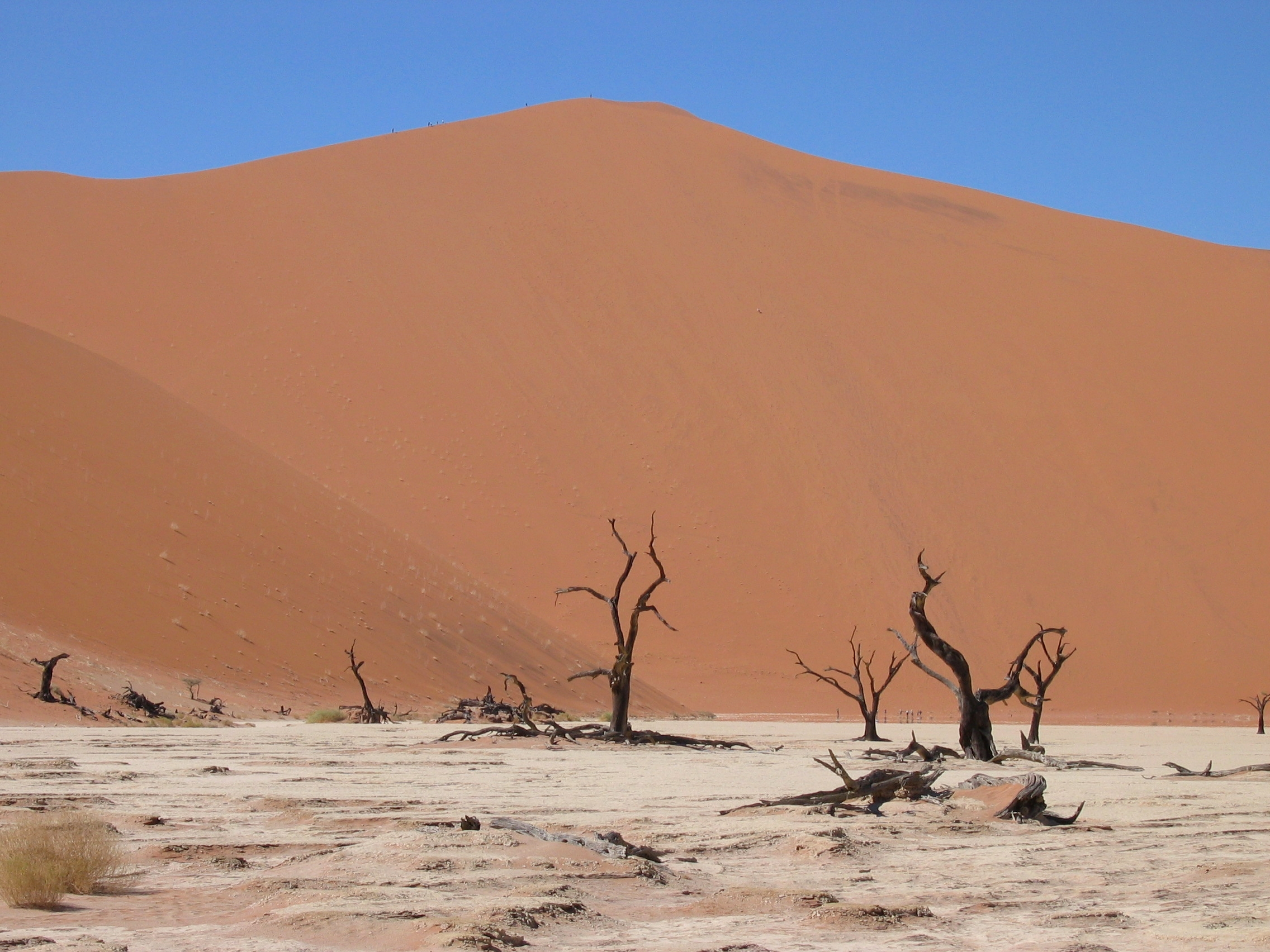
Deadvlei

Deadvlei (o Dead Vlei) è una depressione caratterizzata da un suolo di sabbia bianca, simile a Sossusvlei; si trova a circa 2 km di strada da Sossusvlei. Il percorso fra le due aree si può fare a piedi, camminando sulle dune, o utilizzando la navetta che parte dal 2x4 parking (prima sosta Deadvlei, seconda sosta Sossusvlei). In passato Deadvlei era un'oasi di acacie; in seguito, il fiume che alimentava l'oasi mutò il proprio corso in seguito al movimento delle dune. A questa storia si deve l'elemento più caratteristico di Deadvlei (letteralmente, il "vlei morto"), ovvero un grande numero di alberi morti di acacia, che hanno assunto col tempo un colore molto scuro che contrasta col bianco del suolo e l'arancione delle dune. Deadvlei è un altro luogo molto fotografato.

### Hiddenvlei
Hiddenvlei (o Hidden Vlei, letteralmente "vlei nascosto") è il terzo vlei più famoso dell'area. Si trova a 2 km dal 2x4 parking, ed è la meta meno frequentata dai turisti. La passeggiata, molto panoramica, dal 2x4 parking dura almeno un'ora e mezza tra andata e ritorno e può essere impegnativa soprattutto nelle ore centrali della giornata.

### Petrified Dunes
Le "dune pietrificate" o "dune fossili" (Petrified Dunes) si trovano al di fuori del parco, circa 60 km prima dell'ingresso di Sesriem, sulla strada che congiunge Sesriem e la vicina località di Solitaire. Come dice il nome, si tratta di un sistema di dune molto antiche, la cui sabbia si è pietrificata nell'arco di milioni di anni. Rappresentano il punto di arrivo del ciclo evolutivo delle dune di Sossusvlei.

## Turismo
Per facilitare l'accesso a questa parte del Parco nazionale di Namib-Naukluft, la strada fra Sesriem e Sossusvlei è stata asfaltata nei primi anni 2000. L'area di Sossusvlei è ricca di strutture ricettive, in genere di alto livello; se ne trovano in diversi punti nei pressi fra Sesriem e Solitaire (la località più vicina), e recentemente è stata aperta anche la prima struttura all'interno dell'area protetta (ovvero oltre i cancelli di Sesriem). Escursioni a Sossusvlei sono organizzate da praticamente tutti gli operatori turistici della Namibia centro-meridionale, inclusi ovviamente quelli di Windhoek. Da Swakopmund e Walvis Bay è possibile fare voli panoramici su Sossusvlei con piccoli aerei da turismo, e da Sesriem partono escursioni in mongolfiera.

## Riferimenti nella cultura
A causa dell'eleganza e della varietà dei suoi paesaggi e dei suoi contrasti di colore, l'area di Sossusvlei è una delle icone della Namibia e uno dei luoghi più fotografati dell'Africa australe. È stato ripreso per innumerevoli spot pubblicitari e film, spesso come ambientazione per sequenze di tipo fantastico (un esempio in questo senso è il film di fantascienza The Cell del 2000).

## Gallery

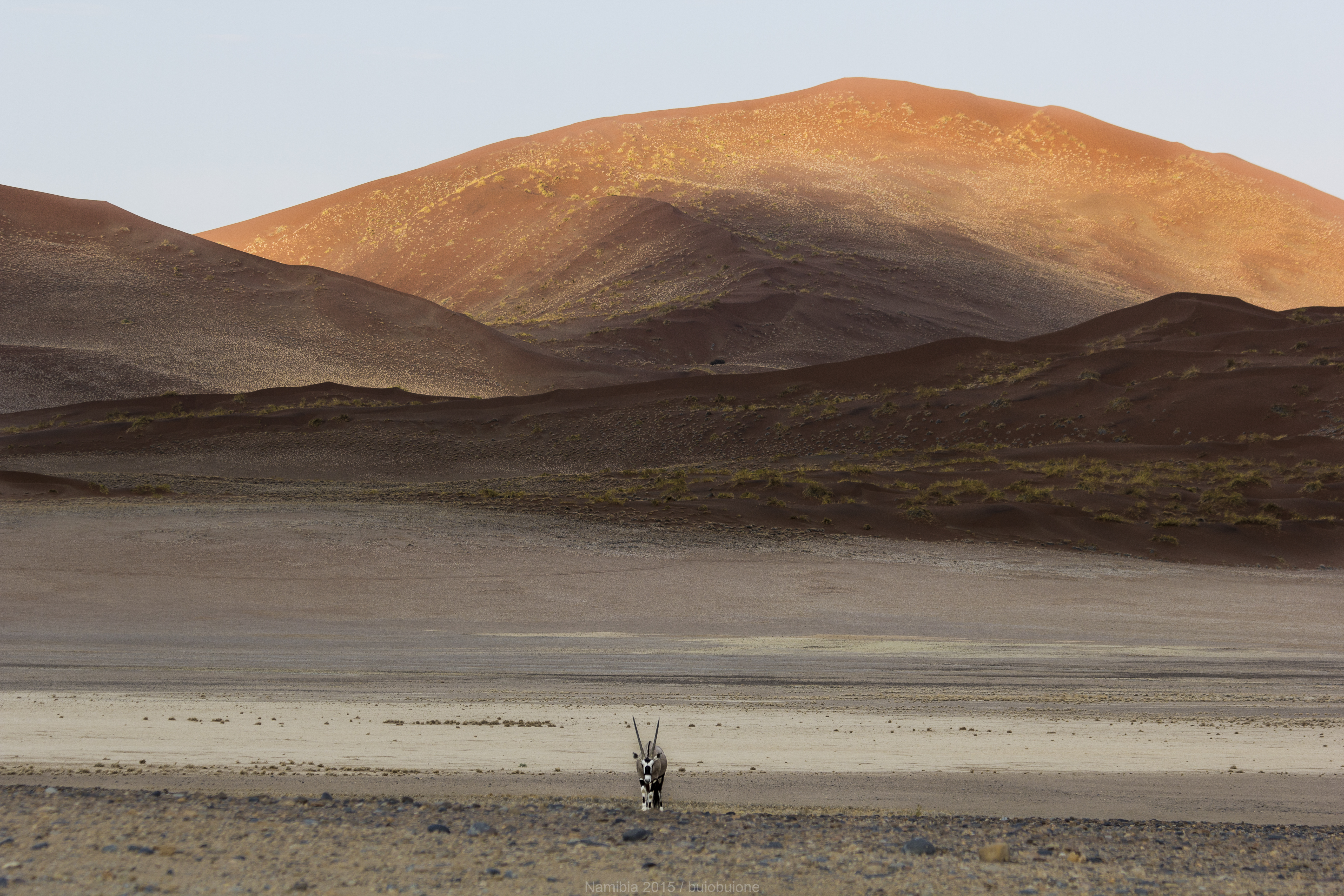
Orice nel Sossusvlei
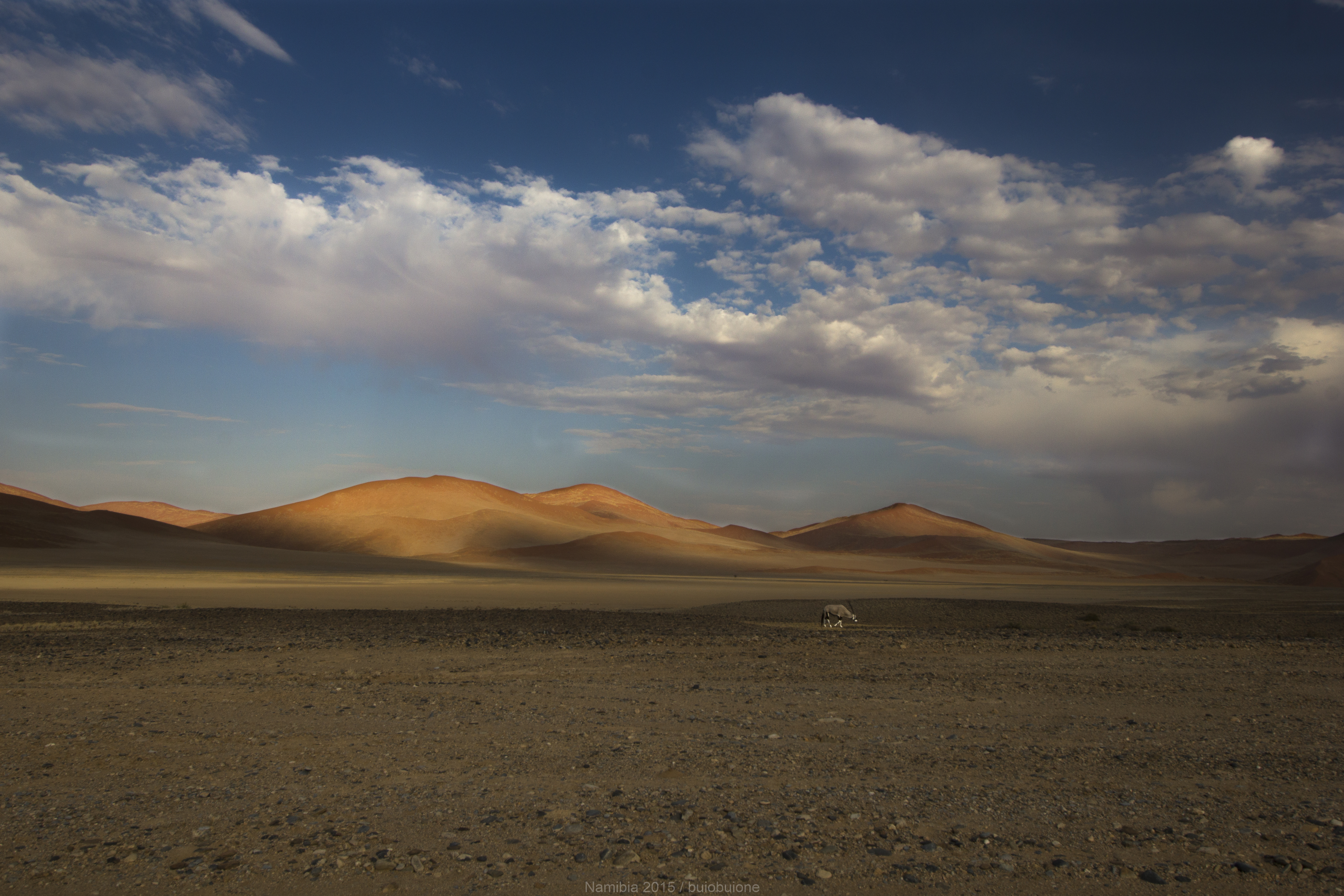
Orice nel Sossusvlei
Dune del Sossusvlei
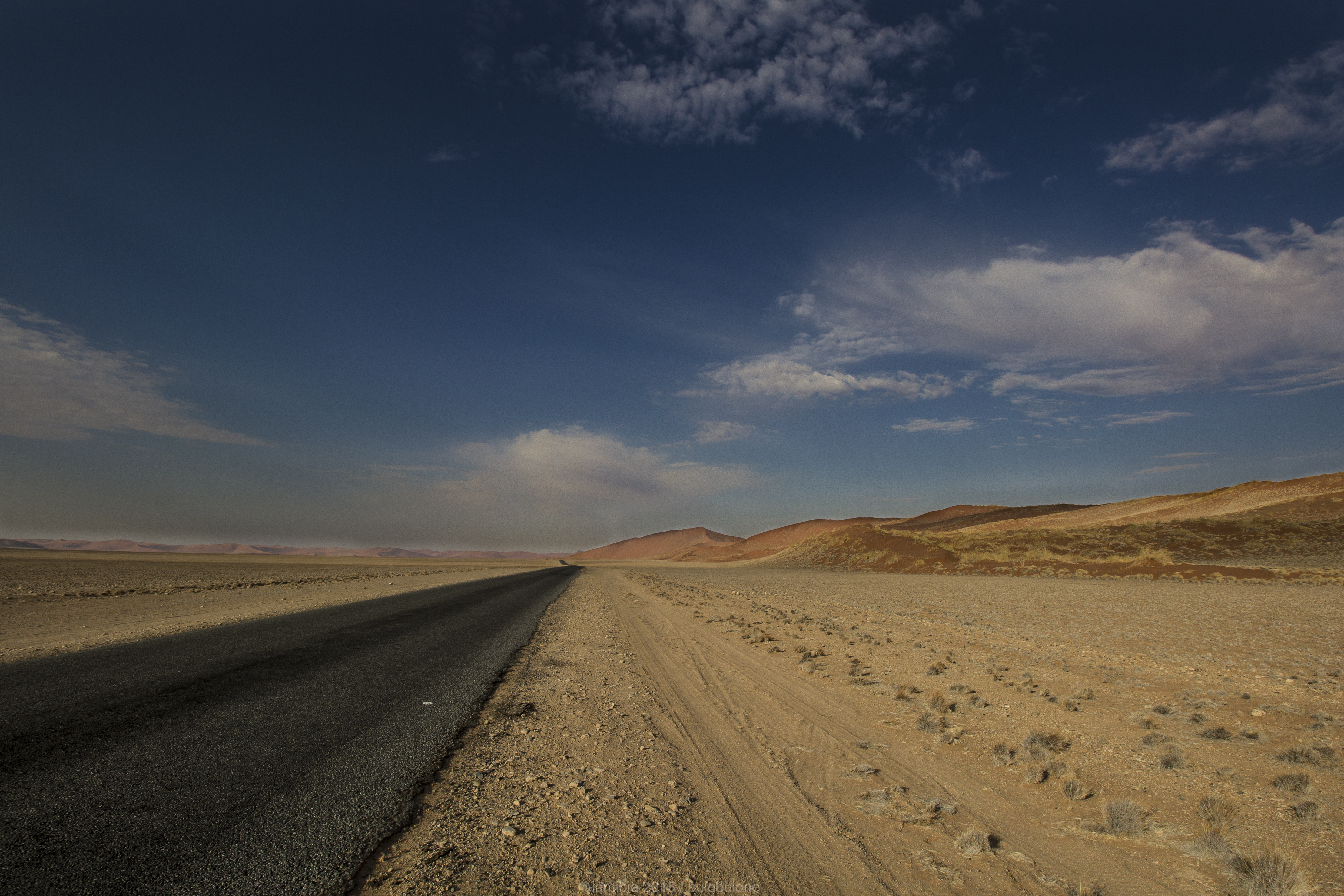
Strada nel Sossusvlei
Sossusvlei
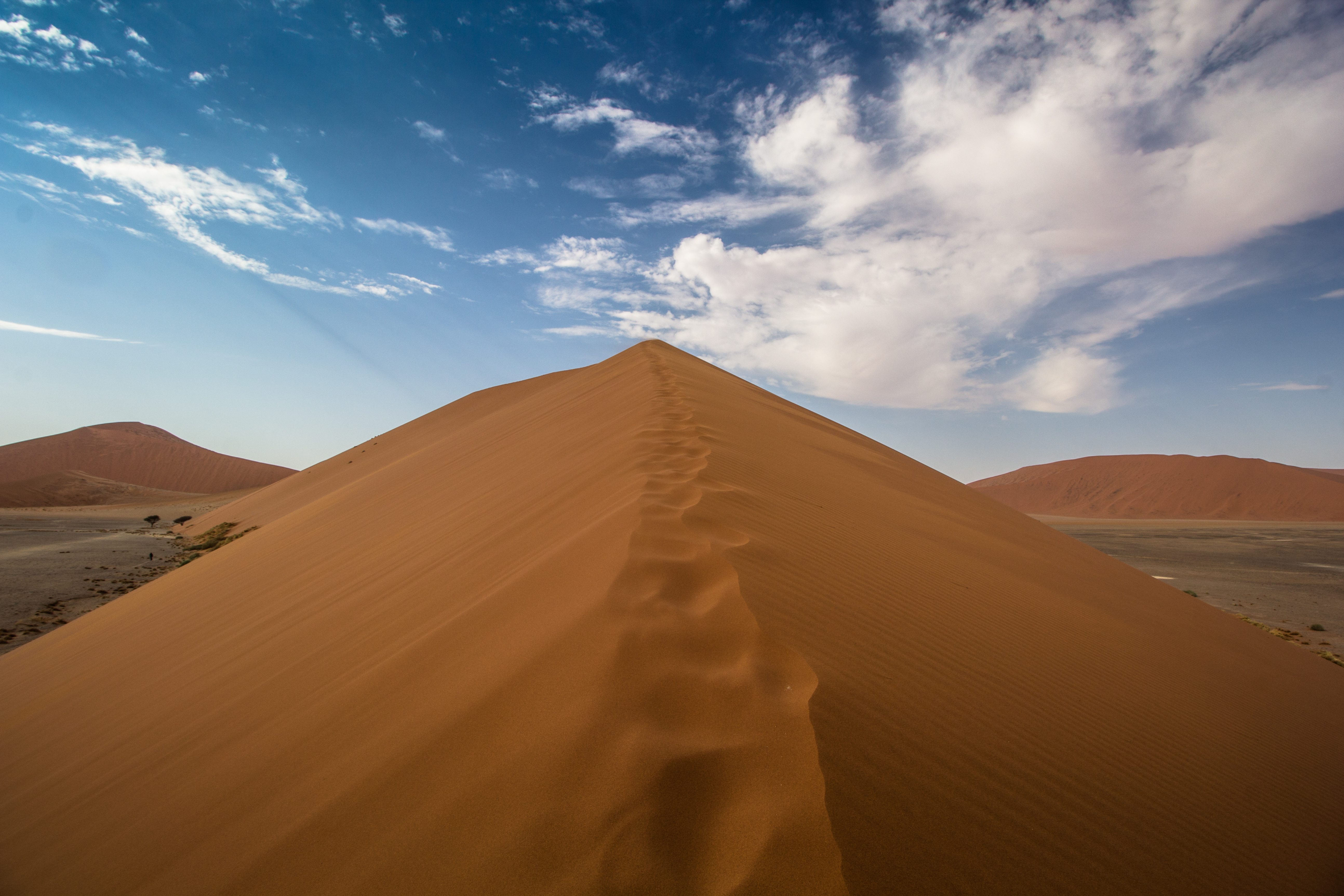
Deserto nel Sossusvlei
Deserto nel Sossusvlei
Alberi nel deserto nel Sossusvlei
Sossusvlei
Duna e albero nel Sossusvlei
Sossusvlei
Duna nel Sossusvlei